# Штефан Омелян
Омеля́н Штефан  (*1868 — †1930) — греко-католицький священик, закарпатський освітній і господарський діяч, батько Августина Штефана; 1896 заснував першу на Закарпатті читальню «Просвіти» в селі Скотарському на Верецькому перевалі. У кількох селах сприяв організації кредитових кас, кустарних підприємств та піднесенню сільського господарства.